# Terry Everett
Robert Terry Everett, född 15 februari 1937 i Dothan, Alabama, död 12 mars 2024 i Rehobeth, Alabama, var en amerikansk republikansk politiker. Han representerade delstaten Alabamas andra distrikt i USA:s representanthus 1993–2009.
Everett studerade vid Enterprise State Junior College i Enterprise, Alabama. Han tjänstgjorde i USA:s flygvapen 1955–1959. Han var verksam som publicist, jordbrukare och dessutom inom fastighetsbranschen.
Kongressledamot William Louis Dickinson kandiderade inte till omval i kongressvalet 1992. Everett vann valet och efterträdde Dickinson i representanthuset i januari 1993. Han omvaldes sju gånger. Han efterträddes 2009 som kongressledamot av Bobby Bright.
Everett hörde till en församling som är med i Southern Baptist Convention.